# Roman Chojnacki (poeta)
Roman Chojnacki (ur. 4 maja 1954 w Lesznie) – polski poeta, krytyk literacki, redaktor, autor sztuk teatralnych, były sekretarz literacki Teatru Nowego w Poznaniu. Znany głównie jako twórca dziesięciu tomików poetyckich oraz pracy krytycznoliterackiej Od „mówienia wprost“ do „nowej prywatności“: o poezji lat siedemdziesiątych.

## Życiorys
Debiutował w wieku osiemnastu lat na łamach „Gazety Poznańskiej“. Rok później ukazał się jego pierwszy arkusz poetycki Głos pierwszy, który zaginął w niemalże całym nakładzie. W 1977 został absolwentem filologii polskiej ze specjalnością teatrologia Uniwersytetu im. Adama Mickiewicza w Poznaniu. Należał do Związku Literatów Polskich, w którym przez rok pełnił funkcję prezesa Koła Młodych ZLP. W latach 1982–1988 był sekretarzem literackim w poznańskim Teatrze Nowym oraz współredaktorem czasopisma teatralnego „Zza kulis“. W międzyczasie publikował swoje wiersze oraz prace krytyczne w takich pismach jak „Integracje“, „Student“, czy „Akcent“. W 1982 został powołany do wojska w ramach ogólnopolskiej akcji SB wymierzonej w „osoby podejrzane o inspirowanie i organizowanie strajków i zajść ulicznych, druk, kolportaż, czy tzw. łącznikowanie, a nie nadające się (z braku dowodów) do internowania lub zatrzymania“. Odbył tę służbę w jednostce wojskowej w Rawiczu. Następnie został „nauczycielem“ w konsulacie USA w Poznaniu. Rok 1986 to moment pierwszego opuszczenia kraju przez Chojnackiego. Wyjechał wówczas do Stanów Zjednoczonych na stypendium Agencji Informacyjnej Departamentu Stanu. Podróżował po USA, a jego przewodniczką po wyprawach była Eleonora Griswold, wdowa po Aleksandrze Fordzie. Grossowie zaproponowali mu objęcie stanowiska ich osobistego sekretarza i pozostanie na amerykańskim kontynencie. Chojnacki jednak odmówił i na krótki czas wrócił do Polski. W roku 1988 wyemigrował ostatecznie do Kanady, na fali tzw. emigracji solidarnościowej. Mieszkał tam do 2018 w Brampton pod Toronto i pracował jako kierowca, nie zaniedbując sztuki pisarskiej. Należy do Stowarzyszenia Pisarzy Polskich.

## Twórczość
Jego twórczość wywodzi się z ruchu poetyckiego, zwanego „Nowa Prywatność”, który pojawił się w świecie literackim w 1976, skąd nazywany jest także „Pokoleniem '76”. To kolejna ponowofalowa generacja, której literatura charakteryzowała się stałymi i charakterystycznymi cechami. Głównymi zagadnieniami, jakie można było w jej poetyce znaleźć, to m.in.: język, etyka, pamięć kultury, religia, polityka, biologia, wyobraźnia. Była to literatura ponura, wyrażająca „przygnębienie ery gierkowskiej“, korzystająca z tradycji turpizmu. Opisywała świat „chorujący, osaczony szpetotą, grzęznący w ziemi cmentarnej“. Najbardziej dominującą i wyróżniającą jej cechą było jednak opisanie w niej samopoczucia, które bywa uchwyceniem nastroju chwili, wyrażeniem uczucia, czy oceną losu. Poezja Chojnackiego na tym się nie zatrzymała. Wychodząc od swego pierwotnego pochodzenia, ewoluowała „w kierunku indywidualnej definicji rzeczywistości“, na którą składało się osobiste, humanistyczne, uniwersalne spojrzenie na człowieka. Nie brakuje w jego poezji kontemplacji świata, tak w wymiarze zachwytu nad nim, jak też pochylenia się nad jego smutkiem. W dorobku autora znajdują się wiersze miłosne, przepełnione zmysłowością oraz takie, które traktują o rzeczach ostatecznych. Utwory w najnowszych tomikach ocierają się o filozofię transcendencji i epistemologii oraz podejmują kwestię wyobraźni poetyckiej.
Tomiki poetyckie:
- Głos pierwszy
- Dla tego życia
- Z pozoru cisza
- Apel poległych i inne wiersze
- Noc: wiersze 1977–1983
- Wiersze nienapisane
- Tak
- Lekcje przyrody
- Aleppo
- C'est ainsi

Inne:
- Herody polskie[8][9]
- Herody polskie II
- Od „mówienia wprost“ do „nowej prywatności“: o poezji lat siedemdziesiątych
- Teatr Nowy w Poznaniu 1973-1983
- Gołąb cukrowy (proza), Wydawnictwo Wojewódzkiej Biblioteki Publicznej i Centrum Animacji Kultury w Poznaniu, 2023[10]

## Nagrody i wyróżnienia
W 1978 zdobył nagrodę główną w Ogólnopolskim Turnieju Poezji Społecznie Zaangażowanej o Nagrodę „Czerwonej Róży“. Rok później otrzymał Medal im. Stanisława Grochowiaka za najlepszy debiut, natomiast w 1980 nagrodę „Peleryny“ za najciekawszy debiut poetycki. Za tomik Apel poległych i inne wiersze przyznano mu podziemną Nagrodę Niezależnych, a za tomik Noc oraz książkę Od „mówienia wprost“ do „nowej prywatności“ Wawrzyn Radaru. W 2006 Chojnacki dostał Nagrodę Fundacji Władysława i Nelli Turzańskich.